# Propulsion terrestre
La propulsion terrestre désigne tous les modes de propulsion permettant à des véhicules de se déplacer sur le sol.

## Histoire
Historiquement, la première source d'énergie utilisée était l'homme et plus tard avec la domestication l'animal.
Avec la révolution industrielle et le développement de la machine à vapeur, l'animal a été supplanté par des moteurs plus puissants et efficaces utilisant plusieurs types de propulsion comme :
- la réaction avec le moteur à explosion
- l'électricité avec le moteur électrique

En raison de la pollution engendrée par l'utilisation des énergies fossiles et l'augmentation de leur coût, des modes de propulsion alternatifs (utilisant notamment des biocarburants) ont été développés comme :
- le moteur Stirling ;
- la propulsion hybride ;
- le moteur à hydrogène.